# Grand Prix de l'Escaut 2013
La 101e édition du Grand Prix de l'Escaut a eu lieu le 3 avril 2013.
L'épreuve fait partie de l'UCI Europe Tour 2013 en catégorie 1.HC.

## Présentation

### Équipes
Classé en catégorie 1.HC de l'UCI Europe Tour, le Grand Prix de l'Escaut est par conséquent ouvert aux UCI ProTeams dans la limite de 70 % des équipes participantes, aux équipes continentales professionnelles, aux équipes continentales belges et à une équipe nationale belge.
| Nom de l'équipe         | Pays        | Code |
| ----------------------- | ----------- | ---- |
| AG2R La Mondiale        | France      | ALM  |
| Argos-Shimano           | Pays-Bas    | ARG  |
| Astana                  | Kazakhstan  | AST  |
| Blanco                  | Pays-Bas    | BLA  |
| Euskaltel Euskadi       | Espagne     | EUS  |
| FDJ                     | France      | FDJ  |
| Garmin-Sharp            | États-Unis  | GRS  |
| Katusha                 | Russie      | KAT  |
| Lotto-Belisol           | Belgique    | LTB  |
| Movistar                | Espagne     | MOV  |
| Omega Pharma-Quick Step | Belgique    | OPQ  |
| RadioShack-Leopard      | Luxembourg  | RLT  |
| Saxo-Tinkoff            | Danemark    | TST  |
| Sky                     | Royaume-Uni | SKY  |
| Vacansoleil-DCM         | Pays-Bas    | VCD  |

| Nom de l'équipe             | Pays           | Code |
| --------------------------- | -------------- | ---- |
| Accent Jobs-Wanty           | Belgique       | AJW  |
| Champion System             | Chine          | CSS  |
| Crelan-Euphony              | Belgique       | CRE  |
| Europcar                    | France         | EUC  |
| MTN-Qhubeka                 | Afrique du Sud | MTN  |
| NetApp-Endura               | Allemagne      | TNE  |
| RusVelo                     | Russie         | RVL  |
| Topsport Vlaanderen-Baloise | Belgique       | TSV  |
| UnitedHealthcare            | États-Unis     | UHC  |
| Vini Fantini-Selle Italia   | Italie         | VIN  |

## Classement final
|    | Coureur             | Équipe                      |    | Temps           |
| -- | ------------------- | --------------------------- | -- | --------------- |
| 1  | Marcel Kittel       | Argos-Shimano               | en | 4 h 42 min 20 s |
| 2  | Mark Cavendish      | Omega Pharma-Quick Step     | +  | m.t             |
| 3  | Barry Markus        | Vacansoleil-DCM             |    | m.t             |
| 4  | Andrea Guardini     | Astana                      |    | m.t             |
| 5  | Alexander Kristoff  | Katusha                     |    | m.t             |
| 6  | Tyler Farrar        | Garmin-Sharp                |    | m.t             |
| 7  | Kenny Dehaes        | Lotto-Belisol               |    | m.t             |
| 8  | Theo Bos            | Blanco                      |    | m.t             |
| 9  | Romain Feillu       | Vacansoleil-DCM             |    | m.t             |
| 10 | Michael Van Staeyen | Topsport Vlaanderen-Baloise |    | m.t             |

## Liste des participants
| Légende | Légende                                                              | Légende | Légende                                          |
| ------- | -------------------------------------------------------------------- | ------- | ------------------------------------------------ |
| Num     | Dossard de départ porté par le coureur sur ce Grand Prix de l'Escaut | Pos     | Position à l'arrivée de la course                |
| NP      | Indique un coureur qui n'a pas pris le départ de la course           | AB      | Indique un coureur qui n'a pas terminé la course |
| HD      | Indique un coureur qui a terminé la course hors des délais           |         |                                                  |

| Argos-Shimano ARG | Argos-Shimano ARG     | Argos-Shimano ARG |
| ----------------- | --------------------- | ----------------- |
| Num               | Coureur               | Pos               |
| 1                 | Marcel Kittel (GER)   |                   |
| 2                 | Nikias Arndt (GER)    |                   |
| 3                 | William Clarke (AUS)  |                   |
| 4                 | Roy Curvers (NED)     |                   |
| 5                 | Bert De Backer (BEL)  |                   |
| 6                 | Ramon Sinkeldam (NED) |                   |
| 7                 | Albert Timmer (NED)   |                   |
| 8                 | Tom Veelers (NED)     |                   |

| Omega Pharma-Quick Step OPQ | Omega Pharma-Quick Step OPQ    | Omega Pharma-Quick Step OPQ |
| --------------------------- | ------------------------------ | --------------------------- |
| Num                         | Coureur                        | Pos                         |
| 11                          | Mark Cavendish (GBR)           |                             |
| 12                          | Andrew Fenn (GBR)              |                             |
| 13                          | Iljo Keisse (BEL)              |                             |
| 14                          | Nikolas Maes (BEL)             |                             |
| 15                          | Gert Steegmans (BEL)           |                             |
| 16                          | Guillaume Van Keirsbulck (BEL) |                             |
| 17                          | Stijn Vandenbergh (BEL)        |                             |
| 18                          | Martin Velits (SVK)            |                             |

| Garmin-Sharp GRS | Garmin-Sharp GRS         | Garmin-Sharp GRS |
| ---------------- | ------------------------ | ---------------- |
| Num              | Coureur                  | Pos              |
| 21               | Tyler Farrar (USA)       |                  |
| 22               | Jack Bauer (NZL)         |                  |
| 24               | Andreas Klier (GER)      |                  |
| 25               | Martijn Maaskant (NED)   |                  |
| 26               | Jacob Rathe (USA)        |                  |
| 27               | Sébastien Rosseler (BEL) |                  |
| 28               | Raymond Kreder (NED)     |                  |

| AG2R La Mondiale ALM | AG2R La Mondiale ALM     | AG2R La Mondiale ALM |
| -------------------- | ------------------------ | -------------------- |
| Num                  | Coureur                  | Pos                  |
| 31                   | Yauheni Hutarovich (BLR) |                      |
| 32                   | Davide Appollonio (ITA)  |                      |
| 33                   | Gediminas Bagdonas (LTU) |                      |
| 34                   | Manuel Belletti (ITA)    |                      |
| 35                   | Steve Chainel (FRA)      |                      |
| 36                   | Hugo Houle (CAN)         |                      |
| 37                   | Valentin Iglinskiy (KAZ) |                      |

| Astana AST | Astana AST             | Astana AST |
| ---------- | ---------------------- | ---------- |
| Num        | Coureur                | Pos        |
| 41         | Andrea Guardini (ITA)  |            |
| 42         | Assan Bazayev (KAZ)    |            |
| 43         | Borut Božič (SLO)      |            |
| 44         | Evan Huffman (USA)     |            |
| 45         | Jacopo Guarnieri (ITA) |            |
| 46         | Arman Kamyshev (KAZ)   |            |
| 47         | Ruslan Tleubayev (KAZ) |            |
| 48         | Dmitriy Muravyev (KAZ) |            |

| Blanco BLA | Blanco BLA           | Blanco BLA |
| ---------- | -------------------- | ---------- |
| Num        | Coureur              | Pos        |
| 51         | Theo Bos (NED)       |            |
| 52         | Rick Flens (NED)     |            |
| 53         | Robert Wagner (GER)  |            |
| 54         | Graeme Brown (AUS)   |            |
| 55         | Moreno Hofland (NED) |            |
| 56         | Mark Renshaw (AUS)   |            |
| 57         | Jos van Emden (NED)  |            |
| 58         | Sep Vanmarcke (BEL)  |            |

| Euskaltel Euskadi EUS | Euskaltel Euskadi EUS       | Euskaltel Euskadi EUS |
| --------------------- | --------------------------- | --------------------- |
| Num                   | Coureur                     | Pos                   |
| 61                    | André Schulze (GER)         |                       |
| 62                    | Peio Bilbao (ESP)           |                       |
| 63                    | Ricardo García Ambroa (ESP) |                       |
| 64                    | Juan José Oroz (ESP)        |                       |
| 65                    | Steffen Radochla (GER)      |                       |
| 66                    | Adrián Sáez (ESP)           |                       |
| 67                    | Alexander Serebryakov (RUS) |                       |
| 68                    | Ioánnis Tamourídis (GRE)    |                       |

| FDJ | FDJ                  | FDJ |
| --- | -------------------- | --- |
| Num | Coureur              | Pos |
| 71  | Johan Le Bon (FRA)   |     |
| 72  | Yoann Offredo (FRA)  |     |
| 73  | Arnaud Démare (FRA)  |     |
| 74  | William Bonnet (FRA) |     |
| 75  | David Boucher (FRA)  |     |
| 76  | Mickaël Delage (FRA) |     |
| 77  | Murilo Fischer (BRA) |     |
| 78  | Geoffrey Soupe (FRA) |     |

| Katusha KAT | Katusha KAT                  | Katusha KAT |
| ----------- | ---------------------------- | ----------- |
| Num         | Coureur                      | Pos         |
| 81          | Alexander Kristoff (NOR)     |             |
| 82          | Luca Paolini (ITA)           |             |
| 83          | Vladimir Gusev (RUS)         |             |
| 84          | Marco Haller (AUT)           |             |
| 85          | Vladimir Isaychev (RUS)      |             |
| 86          | Viatcheslav Kouznetsov (RUS) |             |
| 87          | Rüdiger Selig (GER)          |             |
| 88          | Gatis Smukulis (LAT)         |             |

| Lotto-Belisol LTB | Lotto-Belisol LTB         | Lotto-Belisol LTB |
| ----------------- | ------------------------- | ----------------- |
| Num               | Coureur                   | Pos               |
| 91                | Kenny Dehaes (BEL)        |                   |
| 92                | Jonas Van Genechten (BEL) |                   |
| 93                | Gregory Henderson (NZL)   |                   |
| 94                | Frederik Willems (BEL)    |                   |
| 95                | Maarten Neyens (BEL)      |                   |
| 96                | Vicente Reynés (BEL)      |                   |
| 97                | Fréderique Robert (BEL)   |                   |
| 98                | Tosh Van der Sande (BEL)  |                   |

| Movistar MOV | Movistar MOV              | Movistar MOV |
| ------------ | ------------------------- | ------------ |
| Num          | Coureur                   | Pos          |
| 101          | José Joaquín Rojas (BEL)  |              |
| 102          | Alex Dowsett (GBR)        |              |
| 103          | Imanol Erviti (BEL)       |              |
| 104          | José Iván Gutiérrez (BEL) |              |
| 105          | Jesús Herrada (BEL)       |              |
| 106          | Eloy Teruel (BEL)         |              |
| 107          | Francisco Ventoso (BEL)   |              |
| 108          | Giovanni Visconti (ITA)   |              |

| RadioShack-Leopatd RLT | RadioShack-Leopatd RLT  | RadioShack-Leopatd RLT |
| ---------------------- | ----------------------- | ---------------------- |
| Num                    | Coureur                 | Pos                    |
| 101                    | Fabian Cancellara (SUI) |                        |
| 112                    | Stijn Devolder (BEL)    |                        |
| 114                    | Markel Irizar (ESP)     |                        |
| 116                    | Yaroslav Popovych (UKR) |                        |
| 117                    | Grégory Rast (SUI)      |                        |
| 118                    | Hayden Roulston (NZL)   |                        |

| Sky SKY | Sky SKY                  | Sky SKY |
| ------- | ------------------------ | ------- |
| Num     | Coureur                  | Pos     |
| 121     | Bernhard Eisel (AUT)     |         |
| 122     | Mathew Hayman (AUS)      |         |
| 123     | Salvatore Puccio (ITA)   |         |
| 125     | Luke Rowe (GBR)          |         |
| 126     | Ian Stannard (GBR)       |         |
| 127     | Christopher Sutton (AUS) |         |
| 128     | Geraint Thomas (GBR)     |         |

| Saxo-Tinkoff TST | Saxo-Tinkoff TST              | Saxo-Tinkoff TST |
| ---------------- | ----------------------------- | ---------------- |
| Num              | Coureur                       | Pos              |
| 132              | Matti Breschel (DEN)          |                  |
| 133              | Jonathan Cantwell (AUS)       |                  |
| 134              | Jonas Aaen Jørgensen (DEN)    |                  |
| 135              | Christopher Juul Jensen (DEN) |                  |
| 136              | Anders Lund (DEN)             |                  |
| 137              | Michael Mørkøv (DEN)          |                  |
| 138              | Matteo Tosatto (ITA)          |                  |

| Vacansoleil-DCM VCD | Vacansoleil-DCM VCD       | Vacansoleil-DCM VCD |
| ------------------- | ------------------------- | ------------------- |
| Num                 | Coureur                   | Pos                 |
| 141                 | Kris Boeckmans (BEL)      |                     |
| 142                 | Juan Antonio Flecha (ESP) |                     |
| 143                 | Romain Feillu (FRA)       |                     |
| 144                 | Björn Leukemans (BEL)     |                     |
| 145                 | Barry Markus (NED)        |                     |
| 146                 | Kenny van Hummel (NED)    |                     |
| 147                 | Wouter Mol (NED)          |                     |
| 148                 | Boy van Poppel (NED)      |                     |

| Accent Jobs-Wanty AJW | Accent Jobs-Wanty AJW     | Accent Jobs-Wanty AJW |
| --------------------- | ------------------------- | --------------------- |
| Num                   | Coureur                   | Pos                   |
| 151                   | Stefan van Dijk (NED)     |                       |
| 152                   | Steven Caethoven (BEL)    |                       |
| 153                   | Jempy Drucker (LUX)       |                       |
| 154                   | Jérôme Gilbert (BEL)      |                       |
| 155                   | Tim De Troyer (BEL)       |                       |
| 156                   | Roy Jans (BEL)            |                       |
| 157                   | Staf Scheirlinckx (BEL)   |                       |
| 158                   | James Vanlandschoot (BEL) |                       |

| Champion System CSS | Champion System CSS       | Champion System CSS |
| ------------------- | ------------------------- | ------------------- |
| Num                 | Coureur                   | Pos                 |
| 161                 | Clinton Avery (NZL)       |                     |
| 162                 | Matthew Brammeier (IRL)   |                     |
| 163                 | Wu Kin San (HKG)          |                     |
| 164                 | Matthias Friedemann (GER) |                     |
| 165                 | Chan Jae Jang (KOR)       |                     |
| 166                 | Mart Ojavee (EST)         |                     |
| 167                 | Fabian Schnaidt (GER)     |                     |
| 168                 | Ryan Roth (CAN)           |                     |

| MTN-Qhubeka MTN | MTN-Qhubeka MTN         | MTN-Qhubeka MTN |
| --------------- | ----------------------- | --------------- |
| Num             | Coureur                 | Pos             |
| 171             | Songezo Jim (RSA)       |                 |
| 172             | Youcef Reguigui (ALG)   |                 |
| 173             | Jacobus Venter (RSA)    |                 |
| 174             | Bradley Potgieter (RSA) |                 |
| 175             | Martin Reimer (GER)     |                 |
| 176             | Kristian Sbaragli (ITA) |                 |
| 177             | Andreas Stauff (GER)    |                 |
| 178             | Martin Wesemann (RSA)   |                 |

| Europcar EUC | Europcar EUC             | Europcar EUC |
| ------------ | ------------------------ | ------------ |
| Num          | Coureur                  | Pos          |
| 181          | Sébastien Turgot (FRA)   |              |
| 182          | David Veilleux (CAN)     |              |
| 183          | Sébastien Chavanel (FRA) |              |
| 184          | Jérôme Cousin (FRA)      |              |
| 185          | Damien Gaudin (FRA)      |              |
| 186          | Yohann Gène (FRA)        |              |
| 187          | Morgan Lamoisson (FRA)   |              |
| 188          | Björn Thurau (GER)       |              |

| Crelan-Euphony CRE | Crelan-Euphony CRE        | Crelan-Euphony CRE |
| ------------------ | ------------------------- | ------------------ |
| Num                | Coureur                   | Pos                |
| 191                | Koen Barbé (BEL)          |                    |
| 192                | Kevin Claeys (BEL)        |                    |
| 193                | Joeri Bueken (BEL)        |                    |
| 194                | Kurt Hovelijnck (BEL)     |                    |
| 195                | Kevin Peeters (BEL)       |                    |
| 196                | Baptiste Planckaert (BEL) |                    |
| 197                | Stijn Steels (BEL)        |                    |
| 198                | Pieter Van Herck (BEL)    |                    |

| NetApp-Endura TNE | NetApp-Endura TNE         | NetApp-Endura TNE |
| ----------------- | ------------------------- | ----------------- |
| Num               | Coureur                   | Pos               |
| 201               | Russell Downing (GBR)     |                   |
| 202               | Markus Eichler (GER)      |                   |
| 203               | Roger Kluge (GER)         |                   |
| 204               | Ralf Matzka (GER)         |                   |
| 205               | Jonathan McEvoy (GBR)     |                   |
| 206               | Erick Rowsell (GBR)       |                   |
| 207               | Andreas Schillinger (GER) |                   |
| 208               | Michael Schwarzmann (GER) |                   |

| RusVelo RVL | RusVelo RVL               | RusVelo RVL |
| ----------- | ------------------------- | ----------- |
| Num         | Coureur                   | Pos         |
| 211         | Valery Kaykov (RUS)       |             |
| 212         | Alexander Rybakov (RUS)   |             |
| 213         | Andrey Solomennikov (RUS) |             |
| 214         | Roman Maikin (RUS)        |             |
| 215         | Viktor Manakov (RUS)      |             |
| 216         | Ivan Savitskiy (RUS)      |             |
| 217         | Sergueï Klimov (RUS)      |             |
| 218         | Igor Boev (RUS)           |             |

| Topsport Vlaanderen-Baloise TSV | Topsport Vlaanderen-Baloise TSV | Topsport Vlaanderen-Baloise TSV |
| ------------------------------- | ------------------------------- | ------------------------------- |
| Num                             | Coureur                         | Pos                             |
| 221                             | Michael Van Staeyen (BEL)       |                                 |
| 222                             | Jasper De Buyst (BEL)           |                                 |
| 223                             | Gijs Van Hoecke (BEL)           |                                 |
| 224                             | Yves Lampaert (BEL)             |                                 |
| 225                             | Tim Mertens (BEL)               |                                 |
| 226                             | Jarl Salomein (BEL)             |                                 |
| 227                             | Kenneth Vanbilsen (BEL)         |                                 |
| 228                             | Sven Vandousselaere (BEL)       |                                 |

| UnitedHealthcare UHC | UnitedHealthcare UHC     | UnitedHealthcare UHC |
| -------------------- | ------------------------ | -------------------- |
| Num                  | Coureur                  | Pos                  |
| 231                  | Lucas Euser (USA)        |                      |
| 232                  | Alessandro Bazzana (ITA) |                      |
| 233                  | Benjamin Day (AUS)       |                      |
| 234                  | Aldo Ino Ilešič (SLO)    |                      |
| 235                  | Christopher Jones (USA)  |                      |
| 236                  | Jake Keough (USA)        |                      |
| 237                  | Jeff Louder (USA)        |                      |
| 238                  | John Murphy (USA)        |                      |

| Vini Fantini-Selle Italia VIN | Vini Fantini-Selle Italia VIN | Vini Fantini-Selle Italia VIN |
| ----------------------------- | ----------------------------- | ----------------------------- |
| Num                           | Coureur                       | Pos                           |
| 242                           | Rafael Andriato (BRA)         |                               |
| 243                           | Stefano Borchi (ITA)          |                               |
| 244                           | Roberto De Patre (ITA)        |                               |
| 245                           | Pierpaolo De Negri (ITA)      |                               |
| 246                           | Kevin Hulsmans (BEL)          |                               |
| 247                           | Michele Merlo (ITA)           |                               |
| 248                           | Luigi Miletta (ITA)           |                               |